# جايوس أبوليوس ديوكليس
جايوس أبوليوس ديوكليس (104 - بعد 146) كان سائق عجلات حربية روماني ولد في مقاطعة لوسيتانيا. تم وصفه في بعض المصادر الحديثة بأنه الرياضي الأعلى أجرًا في كل العصور.